# 16998 Estelleweber
16998 Estelleweber (1999 CG46) là một tiểu hành tinh vành đai chính được phát hiện ngày 10 tháng 2 năm 1999 bởi nhóm nghiên cứu tiểu hành tinh gần Trái Đất phòng thí nghiệm Lincoln ở Socorro.